# Laccophilus lewisioides
Laccophilus lewisioides är en skalbaggsart som beskrevs av Michel Brancucci 1983. Laccophilus lewisioides ingår i släktet Laccophilus och familjen dykare. Inga underarter finns listade i Catalogue of Life.